# Toronto Toros
Toronto Toros var en professionell ishockeyklubb i Toronto, Ontario, som spelade i World Hockey Association i tre säsonger från 1973 till 1976, efter att Ottawa Nationals flyttat till Toronto.

## Historia
Toronto Toros spelade sina matcher i både Varsity Arena och Maple Leaf Gardens. Laget hade problem att konkurrera med NHL-laget Toronto Maple Leafs, trots värvningar av stjärnor som Paul Henderson, Vaclav Nedomansky och Frank Mahovlich. Laget gick till slutspel de två första säsongerna men tredje säsongen blev laget sist i hela ligan.
Efter tre problemtyngda säsonger i Toronto, där man haft sina kontroverser med främst ägaren till Toronto Maple Leafs och Maple Leaf Gardens, beslöt man att flytta laget till södra USA, där staden Birmingham i Alabama blev lagets nya hemmaadress. Det nya laget fick namnet Birmingham Bulls.